# ایکی-چیبیرسکی
ایکی-چیبیرسکی (به لاتین: Iki-Chibirsky) یک منطقهٔ مسکونی در روسیه است که در استان آستراخان واقع شده‌است.